# Verba (Dubno)
Verba (ucraniano: Ве́рба; polaco: Werba) es un municipio rural y pueblo de Ucrania, perteneciente al raión de Dubno en la óblast de Rivne.
En 2020, el municipio tenía una población de 4578 habitantes, de los cuales algo menos de tres mil vivían en la capital municipal homónima y el resto repartidos en ocho pedanías. El municipio se fundó en 2020 mediante la fusión de los hasta entonces consejos rurales de Verba y Stovpets. Además de estos dos pueblos, pertenecen actualmente al municipio las tres antiguas pedanías del consejo rural de Verba (Bilohorodka, Sofíyivka Druha y Sofíyivka Persha) y las cuatro antiguas pedanías del consejo rural de Stovpets (Dubóvytsia, Zabirky, Kamyaná Verbá y Ridkóduby).
El pueblo se ubica unos 20 km al suroeste de Dubno, junto a la carretera E40 que lleva a Leópolis.

## Historia
Se conoce la existencia del pueblo desde 1442, cuando se menciona en un documento de Casimiro IV Jagellón. En 1518, Segismundo I Jagellón el Viejo concedió a la parte central del pueblo el estatus de miasteczko, que en 1564 obtuvo el privilegio de organizar un mercado semanal y dos ferias anuales. En el siglo XVIII ya superaba los mil habitantes. En la partición de 1793 se integró en el Imperio ruso, que estableció aquí la sede de una vólost en el uyezd de Dubno de la gobernación de Volinia.
En 1919 se integró en la Segunda República Polaca, que pasó a clasificarlo como un pueblo. En 1939 pasó a formar parte de la RSS de Ucrania, que en 1940 le dio el título de capital distrital (que perdió en 1959), manteniendo su estatus rural. En 1941, durante el ataque a la zona de los invasores alemanes, tuvo lugar aquí una de las principales batallas de tanques del Frente Oriental, donde confluyeron en los alrededores del pueblo columnas de tanques procedentes de Dubno, Lutsk, Brody y Rivne.